# Hornádske vápence
Hornádske vápence este o arie protejată (arie specială de conservare — SAC, sit de importanță comunitară — SCI) din Slovacia întinsă pe o suprafață de 27,77 ha, integral pe uscat.

## Localizare
Centrul sitului Hornádske vápence este situat la coordonatele 48°55′00″N 20°39′33″E / 48.916606°N 20.659149°E.

## Înființare
Situl Hornádske vápence a fost declarat sit de importanță comunitară în aprilie 2004 pentru a proteja 3 specii de plante și 1 specie de animale. Situl a fost protejat și ca arie specială de conservare în martie 2004.

## Biodiversitate
Situată în ecoregiunea alpină, aria protejată conține 9 habitate naturale: Păduri pe pante, grohotișuri și ravene de Tilio-Acerion, Pajiști carstice calcaroase sau bazofile, de Alysso-Sedion albi, Pante stâncoase calcaroase cu vegetație casmofită, Peșteri inaccesibile publicului, Pajiști panonice carstice (Stipo-Festucetalia pallentis), Pajiști uscate seminaturale și facies de acoperire cu tufișuri pe substraturi calcaroase (Festuco-Brometalia) (* situri importante pentru orhidee), Izvoare petrifiante cu formare de travertin (Cratoneurion), Păduri calcicole cu Pinus sylvestris din Carpații Occidentali, Liziere de ierburi înalte hidrofile de câmpie și de nivel montan până la alpin.
La baza desemnării sitului se află mai multe specii protejate:
- plante (3): Iris aphylla subsp. hungarica, Pulsatilla slavica, Pulsatilla subslavica
- amfibieni (1): izvoraș-cu-burta-galbenă (Bombina variegata)

Pe lângă speciile protejate, pe teritoriul sitului au mai fost identificate 17 specii de plante, 1 specie de amfibieni, 7 specii de mamifere, 1 specie de nevertebrate, 6 specii de reptile.